# 라구람 라잔
라구람 고빈드 라잔(힌디어: रघुराम गोविंद राजन, 영어: Raghuram Govind Rajan, 1963년 2월 3일 ~ )은 인도와 미국의 경제학자로써, 현재 시카고 대학에서 교수로 재직하고 있다. 그는 2003년에 금융 이론과 실천에 크게 공헌한 40세 이하의 재무경제학자들만 받을 수 있는 피셔 블랙 상(Fischer Black Prize)과 2010년 Financial Times and Goldman Sachs Business Book of the Year Award를 수여받았다.
라잔 교수는 경영대학원 재학 시절에 만난 동기생 라디카와 결혼해 슬하에 2명의 자녀를 두고 있다.

## 생애
라구람 라잔은 1963년 인도의 마디아프라데시 주 보팔에서 외교관의 아들로 태어났다. 1985년에 그는 인도 공과대학교 델리에서 전기공학 학위를 받았고, 1987년에 인도경영대학원 아흐메다바드 캠퍼스에서 경영학 석사 학위를 받았다. 1991년에는 메사추세츠 공과대학(MIT)에서 "Essays on Banking"이라는 박사학위 논문을 쓰고 경영학 박사 학위를 받았다.

## 경력
그는 MIT에서 박사학위를 받고, 시카고 대학의 Booth School of Business에서 교수가 되었다.

## 저서
- 폴트 라인스(Fault lines)

## 같이 보기
- 폴 크루그먼
- 그레고리 맨큐